# Copa Houphouët-Boigny
La Supercopa de Costa de Marfil, oficialmente llamada Coupe Houphouët-Boigny llamada así en honor a Félix Houphouët-Boigny, primer presidente de Costa de Marfil entre 1960 a 1993, es un partido anual que se disputa desde 1975 y que enfrenta al campeón de la Liga Marfileña de fútbol y al vencedor de la Copa de Costa de Marfil. El partido es organizado por la Federación Marfileña de Fútbol.

## Finales
| Temporada | Campeón                       | Resultado            | Finalista                 |
| --------- | ----------------------------- | -------------------- | ------------------------- |
| 1975      | ASEC Abidjan                  |                      |                           |
| 1976      | Stella Club d'Adjamé          |                      |                           |
| 1977      | Africa Sports National        |                      |                           |
| 1978      | Sporting Club de Gagnoa       |                      |                           |
| 1979      | Africa Sports National        |                      |                           |
| 1980      | ASEC Abidjan                  |                      |                           |
| 1981      | Africa Sports National        | 1-0                  | Stella Club d'Adjamé      |
| 1982      | Africa Sports National        |                      |                           |
| 1983      | ASEC Abidjan                  |                      |                           |
| 1984      | Stella Club d'Adjamé          |                      |                           |
| 1985      | Stade d'Abidjan               |                      |                           |
| 1986      | Africa Sports National        |                      |                           |
| 1987      | Africa Sports National        |                      |                           |
| 1988      | Africa Sports National        |                      |                           |
| 1989      | Africa Sports National        |                      |                           |
| 1990      | ASEC Abidjan                  |                      |                           |
| 1991      | Africa Sports National        |                      |                           |
| 1992      | Edición no disputada          | Edición no disputada | Edición no disputada      |
| 1993      | Africa Sports National        |                      |                           |
| 1994      | ASEC Abidjan                  | 4-2                  | Stade d'Abidjan           |
| 1995      | ASEC Abidjan                  | 4-4 (3-2 pen.)       | Stade d'Abidjan           |
| 1996      | Société Omnisports de l'Armée |                      |                           |
| 1997      | ASEC Abidjan                  | 3-0                  | Africa Sports National    |
| 1998      | ASEC Abidjan                  | 2-0                  | Africa Sports National    |
| 1999      | ASEC Abidjan                  | 2-1                  | Africa Sports National    |
| 2000      | Edición no disputada          | Edición no disputada | Edición no disputada      |
| 2001      | Edición no disputada          | Edición no disputada | Edición no disputada      |
| 2002      | Edición no disputada          | Edición no disputada | Edición no disputada      |
| 2003      | Africa Sports National        | 1-1 (4-2 pen.)       | Stella Club d'Adjamé      |
| 2004      | ASEC Abidjan                  | 2-1                  | Stella Club d'Adjamé      |
| 2005      | Séwé Sports de San Pedro      | 4-1                  | Jeunesse Club d'Abidjan   |
| 2006      | ASEC Abidjan                  | 1-0                  | Denguelé Sports d'Odienné |
| 2007      | ASEC Abidjan                  | 3-0                  | Issia Wazi FC             |
| 2008      | ASEC Abidjan                  |                      |                           |
| 2009      | ASEC Abidjan                  |                      |                           |
| 2010      | Edición no disputada          | Edición no disputada | Edición no disputada      |
| 2011      | Jeunesse Club d'Abidjan       | 1-1 (4-3 pen.)       | ASEC Abidjan              |
| 2012      | ASEC Abidjan                  | 2-1                  | Africa Sports National    |
| 2012      | Séwé Sports de San Pedro      | 4-0                  | Stella Club d'Adjamé      |
| 2013      | Séwé Sports de San Pedro      | 1-0                  | ASEC Abidjan              |
| 2014      | Séwé Sports de San Pedro      | 2-0                  | ASEC Abidjan              |
| 2015      | Africa Sports National        | 1-0                  | AS Tanda                  |
| 2016      | AS Tanda                      | 2-1                  | Séwé Sports de San Pedro  |
| 2017      | ASEC Abidjan                  | 1-0                  | Africa Sports National    |
| 2018      | Stade d'Abidjan               | 2-1                  | Sporting Club de Gagnoa   |
| 2019      | Société Omnisports de l'Armée | 3-0                  | FC San Pédro              |

## Títulos por club
| Club                          | Campeón | Años Campeón                                                                                   |
| ----------------------------- | ------- | ---------------------------------------------------------------------------------------------- |
| ASEC Abidjan                  | 16      | 1975, 1980, 1983, 1990, 1994, 1995, 1997, 1998, 1999, 2004, 2006, 2007, 2008, 2009, 2012, 2017 |
| Africa Sports National        | 11      | 1979, 1981, 1982, 1986, 1987, 1988, 1989, 1991, 1993, 2003, 2015                               |
| Séwé Sports de San Pedro      | 4       | 2005, 2012, 2013, 2014                                                                         |
| Société Omnisports de l'Armée | 2       | 1996, 2019                                                                                     |
| Stella Club d'Adjamé          | 2       | 1977, 1984                                                                                     |
| Sporting Club de Gagnoa       | 2       | 1976, 1978                                                                                     |
| Stade d'Abidjan               | 2       | 1985, 2018                                                                                     |
| Jeunesse Club d'Abidjan       | 1       | 2011                                                                                           |
| AS Tanda                      | 1       | 2016                                                                                           |